# 何塞·路易斯·阿瓦洛斯
何塞·路易斯·阿瓦洛斯·梅科（西班牙語：José Luis Ábalos Meco，1959年12月9日—）是西班牙工人社会党政治人物。2018年6月7日就任桑切斯内阁发展大臣。2020年1月起继续担任运输、出行与城市议程大臣。

## 经历
出生于巴伦西亚省托伦特镇，父亲是斗牛士。1976年加入西班牙共产主义青年，1978年成为西班牙共产党党员，1981年加入西班牙工人社会党。
原小学教师。1999年至2009年期间担任瓦倫西亞市议会议员，同时也是2003年至2007年间巴伦西亚省代表团议员。2008年西班牙大选中，他当选巴伦西亚选区工人社会党议会代表。2009年4月在眾議院任职议员。2012年6月当选西班牙工人社会党地区分支巴伦西亚自治区社会党总书记。

## 内阁大臣
在2018年西班牙政府不信任案公决后，人民党主席拉霍伊被迫辞职，工人社会党总书记桑切斯成为新任西班牙首相。在重组内阁中，他被任命为发展大臣。6月7日出席了萨苏埃拉宫就职仪式。2020年1月，继续担任第二次桑切斯内阁运输、出行与城市议程大臣。